# جون طومسون (شركة)
جون طومسون (بالإنجليزية: John Thompson Ltd)، شركة هندسة كبرى مقرها ولفرهامبتون تقدم منتجات لصناعة الهندسة النووية. كانت من أكبر المؤسسات الصناعية في ولفرهامبتون وإنتشرت اهتماماتها حول العالم. كانت تنتج المراجل بشكل رئيسي إضافة إلى أجزاء العربات وبالأخص الهياكل؛ حيث قادت هذه المنتجات المركزية إلى العديد من المنتجات الأخرى. استمرت الشركة لفترة أطول من غيرها، وبقيت في ولفرهامبتون حتى عام 2004.

## التاريخ
في وقت ما بين عامي 1834 و 1840 قدم ويليام طومسون نفسه كصانع للمراجل وللقوارب القنوية في مشغل وقع قرب قناة بيرمنغهام، في هايفيلدز قرب بيلستون. تأسست الشركة عام 1840. واجهت الشركة صعوبات فإستحوذ عليها«ستيفن» شقيق ويليام الأصغر. استمر «جون» ابن ويليام بتعلم المهنة من عمه ستيفن، وأصبح تدريجياً مسؤولاً عن إدارة الشركة. إشترى جون طومسون الشركة من عمه ستيفن بإتفاق مؤجل على عشر سنوات، ثم ضم جون والده ويليام في شراكة حملت اسم شركة ويليام طومسون وأولاده، وكان مشغلهم يقع في بيلستون، ستافوردشاير.
بحلول عام 1862 كان من المفترض أن تحمل الشركة اسم ويليام طومسون وولده، على الرغم من أن جون طومسون كان المالك والقوة الدافعة للشركة. في 1862 وصفت الشركة على انها مصنع للصفائح المعدنية والبراميل وبراميل لاحتواء النفط، وأنابيب المواقد وأنابيب تهوية مناجم الفحم، المراجل البخارية، والقوارب الحديدية والدعامات الحديدية. إنتهت الشراكة عام 1870 وتقاعد السيد ويليام طومسون، وأكمل جون طومسون المسيرة المهنية تحت إسمه، وإنتقل المشغل إلى ولفرهامبتون.
تم إتخاذ القرار بالتركيز على صناعة المراجل البخارية عام 1870، وهذا يرجح إستحواذ الشركة على موقع جديد على بعد بضعة أميال على طول القناة في إيتينغسهال، ونقلت المعدات للمشغل الجديد عبر قوارب القناة وعربات اليد.استمر العمل في مشغل هايفيلدز «المشغل الأصلي»، وكان يرجح ان ويليام وهو الابن الأكبر لويليام طومسون كان مسؤولاً عنه؛ على الرغم من أن جون قد بدا أنه المدير العام. توفي المؤسس ويليام طومسون عام 1878. خلال نهاية القرن التاسع عشر إكتسبت الشركة سمعة كبيرة. وتوسعت بسرعة، وأفتتحت مكتبها الرئيسي في طريق ميلفيلدز في مطلع القرن العشرين.
إفتتحت أشغال ويندميل عام 1900. ومنذ مطلع القرن العشرين بدت الشركة أنها تركز على صناعة المراجل حتى 1904
حوالي العام 1904 أقيم قسم خاص منفصل لهياكل السيارات وبدى أنه مبادرة ستيفين جون طومسون «ابن جون طومسون» في جزء من مصنع مداخن المراجل. أنشأ هذا القسم لتصنيع إطارات الهياكل وللضغط من أجل توسيع صناعة السيارات. حمل هذا القسم لاحقاً اسم جون طومسون موتور بريشينغ.
توفي جون طومسون عام 1909 عندما كان عائداً من رحلة إلى مصر واليونان وفلسطين. في هذا الوقت تولى أبناءه ويليام، ستيفين، جيمس، ألبرت، زمام إدارة أمور الشركة. هم وأبناؤهم بعدهم أداروا وإمتلكوا الشركة تقريباً لجزء كبير من القرن العشرين. أصبح ستيفن مديراً ومديراً للإدارة عام 1912. عرضت الشركة في معرض الهندسة والصناعات الدولية في أولمبيا عام 1912 نموذج لمحطة  تليين للمياه، وعرضت رسومات لبناء مراجل طومسون بنهايات مقعرة وأنابيب ملتوية، وعرضت كذلك أنبوب طومسون المقوس المُحمى. بحلول عام 1914 وظفت الشركة 900 موظف وقسمت في نفس العام إلى أربعة أقسام:
- ولفرهامبتون
- دودلي (أشغال ويندميل
- أنابيب المياه
- جون طومسون موتور بريشنغ (مصنع هياكل السيارات)

خلال الحرب العالمية الأولى إلتحق ويليام وستيفن بالخدمة العسكرية؛ تاركين جيمس وألبرت لإدارة الشركة، حيث كانت الشركة مقحمة بشدة في الصناعات العسكرية. كانت الأقسام تصنع الكثير من المنتجات مثل القلنسوات لشركة سوبويذ للطائرات، والصفائح والقلنسوات لشركة «صنبيم» لمحركات الطائرات، ودروع الدبابات وصناديق المتفجرات. نقل مصنع هياكل السيارات من معمل المراجل إلى مصنع جديد في شارع ديفس حيث بني على أرض زراعية. لاقى مصنع الهياكل نجاحاً رائعاً، حيث كان يورد الهياكل لكل مصانع السيارات، من ضمنها مصنع شركة ستار إنجينيرينغ، ومصنع إيه. جاي. ستيفنز، وتيرنر للصناعة.
خضع المصنع بعد نهاية الحرب العالمية الأولى عام 1918 لإعادة تنظيم جذرية، وأصبحت مدرجة كشركة محدودة. وأصبح جيمس طومسون حفيد المؤسس ويليام طومسون أول رئيس للشركة. ظهرت أربع شركات محدودة والتي تعكس الأقسام الأربعة للشركة وهي:
- جون طومسون ولفرهامبتون.
- جون طومسون دودلي (أشغال ويندميل.
- جون طومسون لأنابيب مياه المراجل.
- جون طومسون موتور بريشنغ (مصنع هياكل السيارات).

وبدا هذا بداية للشركة لإدارة أربع أقسام مختلفة على أنها شركات محدودة، وكل واحدة منهن هي فرع للشركة الرئيسية جون طومسون ولفرهامبتون في نفس الوقت. ويليام جون طومسون أصبح رئيساً للإدارة.
إستحوذت الشركة على شركة تايلور ويندوز وشكلتا شركة بيكون ويندوز، وبنيت مصانع جديدة، ظلت شركة بيكون ويندوز كشركة منفصلة حتى دمجها مع شركة موتور بريشينغ في ديسمبر 1966 لتشكيل شركة جون طومسون بريشنيغ ديفيجين.